# Kostolná pri Dunaji
Kostolná pri Dunaji (Hongaars:Egyházfa) is een Slowaakse gemeente in de regio Bratislava, en maakt deel uit van het district Senec.
Kostolná pri Dunaji telt 470 inwoners. De meerderheid van de bevolking is etnisch Hongaar.
Bernolákovo · Blatné · Boldog · Čataj · Dunajská Lužná · Hamuliakovo · Hrubá Borša · Hrubý Šúr · Hurbanova Ves · Chorvátsky Grob · Igram · Ivanka pri Dunaji · Kalinkovo · Kaplna · Kostolná pri Dunaji · Kráľová pri Senci · Malinovo · Miloslavov · Most pri Bratislave · Nová Dedinka · Nový Svet · Reca · Rovinka · Senec · Tomášov · Tureň · Veľký Biel · Vlky · Zálesie